# Centre de contrôle des vols spatiaux TsUP

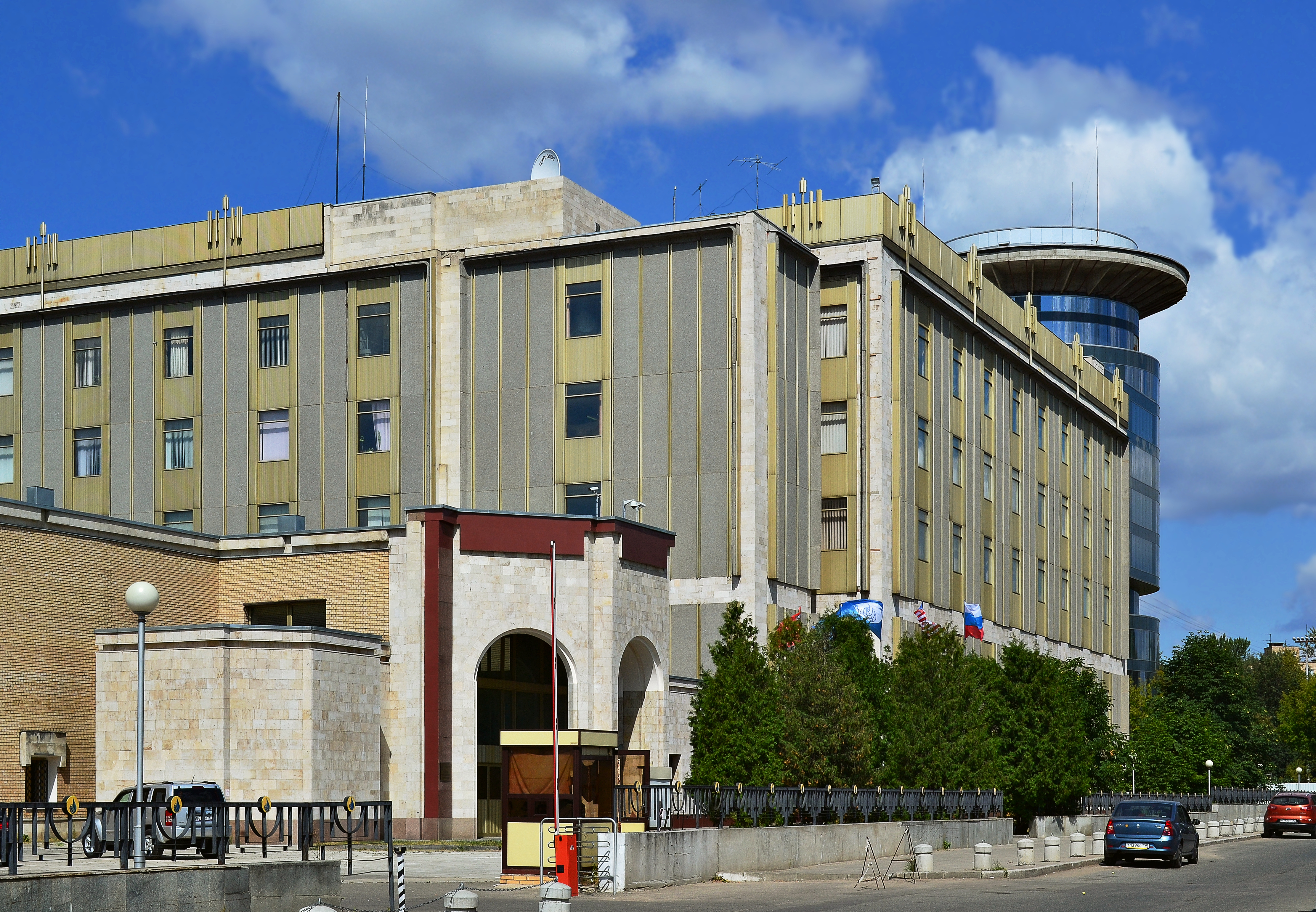
Bâtiment occupé par le TsUP.

Le Centre de contrôle des vols spatiaux russe (enrusse : Центр управления полётами), également connu sous son acronyme ЦУП (TsUP, Tsentr Upravlyeniya Polyotom) est le Centre de contrôle de mission de l'agence spatiale russe Roskosmos. Il se situe dans la ville de Korolev, près de  Moscou.
Il comporte une salle de contrôle pour la Station spatiale internationale, et l'ancienne salle de contrôle qui a servi pour la station Mir.